# Intercontinental Supercup
Der Interkontinental Supercup (englisch auch Intercontinental Champions’ Supercup, spanisch Recopa Intercontinental oder Supercopa de Campeones Intercontinentales) war ein interkontinentaler Fußballvereinswettbewerb, der lediglich 1969 mit einer Begegnung ausgespielt wurde. Startberechtigt waren die bis dato feststehenden Gewinner des im deutschsprachigen Raum meist als Weltpokal bezeichneten Interkontinental-Pokals.
Potenzielle Teilnehmer für die erste Auflage 1969 waren aus Europa Real Madrid (Sieger 1960) und Inter Mailand (1964, 1965). Aus Südamerika waren teilnahmeberechtigt Peñarol Montevideo (Sieger 1961, 1966), FC Santos (1962, 1963) und Racing Club de Avellaneda (1967). Die Finalteilnehmer sollten in jeweiligen kontinentalen Qualifikationsrunden ermittelt werden. Da Real Madrid seine Teilnahme zurückzog, stand Inter Mailand als europäischer Finalteilnehmer kampflos fest. In Südamerika diente die Supercopa de Campeones Intercontinentales als Qualifikationsturnier. Hier setzte sich in einer Ligarunde mit Hin- und Rückspiel der FC Santos durch und qualifizierte sich so für das Finale gegen Inter Mailand. 
Für die zweite Auflage 1970 sagte neben Real Madrid, das erneut verzichtete, auch Inter Mailand seine Teilnahme ab, so dass kein europäischer Vertreter antrat. Das südamerikanische Qualifikationsturnier, dessen Teilnehmerfeld sich um Estudiantes de La Plata (Sieger des Weltpokals 1968) erweitert hatte, gewann Club Atlético Peñarol. Letztlich wurde bereits bei der zweiten Auflage kein Titel mehr ausgespielt.
Aufgrund des geringen Interesse vor allem der Klubs aus Europa und aus Termingründen kam eine für 1971 geplante dritte Austragung nicht mehr zustande.

## Spiele und Sieger
| Jahr | Vertreter Südamerika | Ergebnisse        | Vertreter Europa |
| ---- | -------------------- | ----------------- | ---------------- |
| 1969 | FC Santos            | 1:0 / — 1         | Inter Mailand    |
| 1970 | Peñarol Montevideo   | nicht ausgetragen |                  |
| 1971 |                      | nicht ausgetragen |                  |